# Palpita syleptalis
Palpita syleptalis là một loài bướm đêm trong họ Crambidae.